# Il mare non bagna Napoli
(Nunziata alla nipote ipovedente Eugenia in "Un paio di occhiali")
Il mare non bagna Napoli è una raccolta di racconti e reportage giornalistici di Anna Maria Ortese pubblicata nel 1953. La raccolta ottenne nel 1953 il Premio Speciale Viareggio per la narrativa. Due racconti, pubblicati in precedenza nel settimanale Il Mondo, avevano valso all'Ortese nel 1952 il Premio Saint-Vincent per il giornalismo.

## Contenuto
Il volume, pubblicato nella collana einaudiana I gettoni, era costituita da cinque racconti:
1. Un paio di occhiali
2. Interno Familiare
3. Oro a Forcella
4. La città involontaria
5. Il silenzio della ragione

I primi due ("Un paio di occhiali" e "Interno familiare") erano classici racconti letterari, i rimanenti tre apparivano come reportage giornalistici. "Oro a Forcella" e "La città involontaria" descrivevano aspetti di povertà materiale, e talora morale, di Napoli nell'immediato dopoguerra, il primo incentrato sul Monte dei Pegni del Banco di Napoli in via San Biagio dei Librai, il secondo fra i senzatetto nel III e IV Granili. L'ultimo racconto, "Il silenzio della ragione", a sua volta ripartito in tre capitoli («Storia del funzionario Luigi»; «Chiaia morta e inquieta»; «Il ragazzo di Monte di Dio») era un finto reportage sugli intellettuali progressisti che avevano fatto parte, come peraltro la stessa Ortese, della rivista Sud ((1945-47): Luigi Compagnone, Domenico Rea, Pasquale Prunas, Gianni Scognamiglio, Raffaele La Capria, Luigi Incoronato e altri fra cui Vasco Pratolini, quest'ultimo non napoletano ma a quel tempo residente a Napoli. La maggior parte degli intellettuali erano tutti indicati con il proprio nome e cognome, tranne Scognamiglio indicato col cognome materno "Gaedkens". 
Nell'edizione del 1979 a cura di Anna Nozzoli per La Nuova Italia, oltre a lievi modifiche nei testi, Anna Maria Ortese aggiunse una "Presentazione". Tale presentazione fu tolta dall'edizione Adelphi del 1994, contenente tuttavia due testi inediti della Ortese: una prefazione, intitolata "Il 'Mare' come spaesamento", e una postfazione intitolata "Le giacchette grigie di Monte di Dio".

## Genesi dell'opera
Dei cinque racconti di Il mare non bagna Napoli, tre erano già stati pubblicati in precedenza:
- "Un paio di occhiali", pubblicata col titolo "Ottomila lire per gli occhi di Eugenia" su Omnibus in due puntate: la prima parte su Omnibus del 19 maggio 1949, pp. 18-19, e la seconda parte su Omnibus del 19 maggio 1949, p. 18;
- "Oro a Forcella", pubblicata col titolo "La plebe regina" su Il Mondo del 6 ottobre 1951, p. 5;
- "La città involontaria",  pubblicata su Il Mondo in due puntate: la prima parte sul Mondo del 12 gennaio 1952 col titolo "La città involontaria" e la seconda parte sul numero del 12 gennaio 1952 col titolo "L'orrore di vivere".

Il titolo della raccolta, la cui struttura fu progettata da Elio Vittorini, è quello di un articolo dell'Ortese apparso sull'Illustrazione italiana del 26 settembre 1948 in cui si presentava uno scritto apparso in due puntate su Sud nel 1946 e 1947 col titolo "Dolente splendore del vicolo". A sua volta, il titolo era stato probabilmente ispirato da una poesia di Gianni Scognamiglio, intitolata "Due poesie per la città" e pubblicata su Sud del 20 giugno 1946.

## Polemiche
L'ultimo racconto, Il silenzio della ragione, offese alcuni noti intellettuali progressisti napoletani citati con le proprie generalità e rappresentati in una fase di riflusso, talora fra invidie e sospetti reciproci. Scriverà ancora nel 1998 Raffaele La Capria:
(Raffaele La Capria, Napolitan graffiti: come eravamo, Milano: Rizzoli, 1998, p. 116, ISBN 88-17-66096-5)
Nella prefazione all'edizione de Il mare non bagna Napoli del 1994 Anna Maria Ortese, dopo aver affermato di esser rimasta addolorata per le reazioni degli intellettuali napoletani tanto da non ritornare più a Napoli, riconobbe che la scrittura aveva un che di esaltato che derivava da una sua nevrosi originata dal suo odio per la realtà. 
Sempre nel 1994, intervistata da Nello Ajello, Anna Maria Ortese dichiarò:
(Nello Ajello, «Ortese spacca Napoli», La Repubblica del 15 maggio 1994)

## Opere derivate
- Dal primo racconto della raccolta Il mare non bagna Napoli, dal titolo Un paio di occhiali, è stato tratto nel 2001 un film cortometraggio per la regia di Carlo Damasco presentato alla Biennale di Venezia dello stesso anno.
- Il mare non bagna Napoli è il nome di un progetto prodotto dal Teatro Stabile di Napoli, a cura di Luca De Fusco, e avviato nel 2013 al Ridotto del Teatro Mercadante di Napoli. Si tratta di un ciclo in cinque capitoli scenici affidati ad altrettanti registi, tratti dai cinque racconti della raccolta: «Un paio di occhiali» con la regia di Luca De Fusco; «Interno Familiare» con la regia di Paolo Coletta; «Oro a Forcella» con la regia di Alessandra Cutolo; «La città involontaria» con la regia di Antonella Monetti e «Il silenzio della ragione» con la regia di Linda Dalisi[7].
- «Un paio di occhiali» e «Interno Familiare» sono stati rappresentati anche al Shaw Theatre di Londra.[8]

## Edizioni
- Anna Maria Ortese, Il mare non bagna Napoli, Coll. I gettoni n. 18, Torino: G. Einaudi, 1953, 195 p.
- Anna Maria Ortese, Il mare non bagna Napoli, Coll. Economica Vallecchi n. 14, Firenze: Vallecchi, 1967, 161 p.
- Anna Maria Ortese, Il mare non bagna Napoli, introduzione di Giulio Cattaneo, Coll. BUR Supersaggi n. 81, Milano: Rizzoli, 1975, VIII, 160p
- Anna Maria Ortese, Il mare non bagna Napoli, a cura di Anna Nozzoli, Coll. Primo scaffale n. 58, Firenze: La nuova Italia, 1979, XVI, 138 p.
- Anna Maria Ortese, Il mare non bagna Napoli, Coll. Fabula n. 77, Milano: Adelphi, 1994, 176 p., ISBN 88-459-1054-7
- Anna Maria Ortese, Il mare non bagna Napoli, a cura di Francesca Pilato, Coll. Iride n. 2, Milano: Adelphi; Scandicci: La nuova Italia, 1999, X, 202 p., ISBN 88-221-3107-X ; 21 cm.
- Anna Maria Ortese, Il mare non bagna Napoli, VII ed., Coll. Gli Adelphi n. 329, Milano: Adelphi, 2014, 176 p., ISBN 978-88-459-2285-5
- Anna Maria Ortese, Il mare non bagna Napoli, Coll. 900 italiano, Milano : Mondadori, 2015, 211 p.